# Taglio di Po
Taglio di Po este o comună din provincia Rovigo, regiunea Veneto, Italia, cu o populație de 7.914 locuitori (1 ianuarie 2023) și o suprafață de 78,68 km².

## Demografie
Taglio di Po - evoluția demografică

|  | Graficele sunt indisponibile din cauza unor probleme tehnice. Mai multe informații se găsesc la Phabricator și la wiki-ul MediaWiki. |

Date: Recensăminte sau birourile de statistică - grafică realizată de Wikipedia